# Hydrogenografie
Hydrogenografie is een combinatoriële methode die gebaseerd is op de waarneming van optische veranderingen op het oppervlak van metalen door waterstof-absorptie. De methode maakt het mogelijk om duizenden combinaties van legeringen in één procesgang te evalueren of onderzoeken.

## Geschiedenis
In het 1996 verslag van de methode werd dunne film bekleed met yttrium en lanthaan afgewerkt met een laagje palladium voor de diffusie van waterstof. De snelheid van absorptie van waterstof resulteerde in typische optische eigenschappen.
In het 2008 verslag werden magnesium, titaan en nikkel geërodeerd en met sputter deponering in verschillende verhoudingen neergelegd op een transparante film in een dunne laag van 100nm, na blootstelling aan waterstof in verschillende concentraties treden de optische verschillen op.